# József Horváth (1890)
József Horváth (Budapest, 25 settembre 1890 – Budapest, 23 febbraio 1945) è stato un calciatore ungherese, di ruolo attaccante.

## Carriera

### Club
Ha giocato nella massima serie del campionato ungherese con il Budapesti TC.

### Nazionale
Ha giocato 6 partite in Nazionale, debuttando a 15 anni, 6 mesi e 7 giorni il 1º aprile 1906.